# Cock Robin
Cock Robin – amerykańska grupa muzyczna, grająca głównie muzykę rockową. Powstały w 1984 roku zespół, składał się z czterech członków – byli nimi wokalista i basista Peter Kingsbery, wokalistka Anna Lacazio, gitarzysta Clive Wright i perkusista Louis Molino III. Formacja rozpadła się w 1990 roku. Przez ten czas jej członkowie nagrali 3 albumy muzyczne. Zespół reaktywował się w 2006 roku.

## Skład zespołu
- Peter Kingsbery - śpiew, instrumenty klawiszowe, gitara, gitara basowa
- Anna LaCazio - śpiew, instrumenty klawiszowe
- Clive Wright - gitara
- Lou Molino III - perkusja, instrumenty perkusyjne (opuścił zespół w 1987)

### Muzycy dodatkowi
- Pat Mastelotto - perkusja, instrumenty perkusyjne
- Tris Imboden - perkusja
- Corky James - gitara
- John Pierce - gitara basowa
- Lise Anderson - instrumenty klawiszowe, wokal wspierający

## Dyskografia

### Albumy studyjne
- 1985 – Cock Robin
- 1987 – After Here Through Midland
- 1990 – First Love: Last Rites
- 2006 – I Don't Want to Save the World
- 2010 – Songs from a Bell Tower
- 2016 – Chinese Driver

### Albumy koncertowe
- 1990 - Live au Grand Rex
- 2009 - Live

### Albumy kompilacyjne
- 1990 - Collection Gold
- 1991 - The Best of Cock Robin
- 2000 - Best Ballads
- 2001 - Simply the Best
- 2011 - Open Book - The Best Of...